# Supernatural Superserious
Supernatural Superserious è un singolo del gruppo musicale statunitense R.E.M., pubblicato l'11 febbraio 2008 come primo estratto dal quattordicesimo album in studio Accelerate.

## Descrizione
Come molte delle canzoni presenti in Accelerate, il brano è stato registrato all'Olympia Theatre a Dublino fra il 30 giugno e il 5 luglio 2007.
Inizialmente intitolato Disguised il brano è un inno alla gioventù ed ai percorsi talvolta soggettivamente dolorosi che i giovani si trovano ad attraversare durante la crescita.

## Video musicale
Il videoclip è stato diretto da Vincent Moon in varie location intorno a New York. Il 12 febbraio 2008 il sito internet supernaturalsuperserious.com è apparso in rete, per dare la possibilità di scaricare il video in alta definizione, oltre che su YouTube in streaming.

## Successo commerciale
Il singolo del brano è entrato nella classifica dei singolo più venduti in Inghilterra alla posizione #54 grazie ai download digitali, e prima ancora della sua uscita su cd.

## Tracce
CD singolo (Regno Unito)
1. Supernatural Superserious – 3:23 (Peter Buck, Mike Mills, Michael Stipe)
2. Airliner – 2:19 (Peter Buck, Mike Mills, Michael Stipe, Scott McCaughey)

CD Maxi singolo
1. Supernatural Superserious
2. Airliner
3. Redhead Walking

## Classifiche
| Classifica (2008)               | Posizione massima |
| ------------------------------- | ----------------- |
| Austria                         | 26                |
| Belgio (Fiandre)                | 17                |
| Belgio (Vallonia)               | 37                |
| Canada                          | 50                |
| Canada (rock)                   | 9                 |
| Germania                        | 26                |
| Italia                          | 14                |
| Norvegia                        | 1                 |
| Paesi Bassi                     | 44                |
| Regno Unito                     | 54                |
| Stati Uniti                     | 85                |
| Stati Uniti (adult alternative) | 1                 |
| Stati Uniti (alternative)       | 21                |
| Stati Uniti (mainstream rock)   | 36                |
| Svezia                          | 17                |
| Svizzera                        | 21                |